# Anthropologie clinique
L’anthropologie clinique applique les concepts et les méthodes de l’anthropologie médicale à la relation entre patient et soignant, au processus de diagnostic, à l’adhésion au traitement, aux attentes des patients et à la satisfaction des patients et des soignants.

## Note et référence
1. ↑  (en) Patricia Hudetson, « Que peut apporter l’anthropologie médicale à la pratique de la médecine ? », Fédération des maisons médicales (consulté le 11 avril 2017)